# Gymnopilus
Gymnopilus é um gênero de fungos da ordem dos Agaricales, incluído à família Strophariaceae. Pertencendo anteriormente a família Cortinariaceae, foi modificado por apresentar esterilpironas como Pholiota, hábito lignícola, e proximidade com membros da família Strophariaceae, obtido através de estudos moleculares.

## Espécies
- Gymnopilus fulvosquamulosus
- Gymnopilus junonius
- Gymnopilus luteus
- Gymnopilus liquiritiae
- Gymnopilus sapineus
- Gymnopilus spectabilis